# Brin d'arrêt

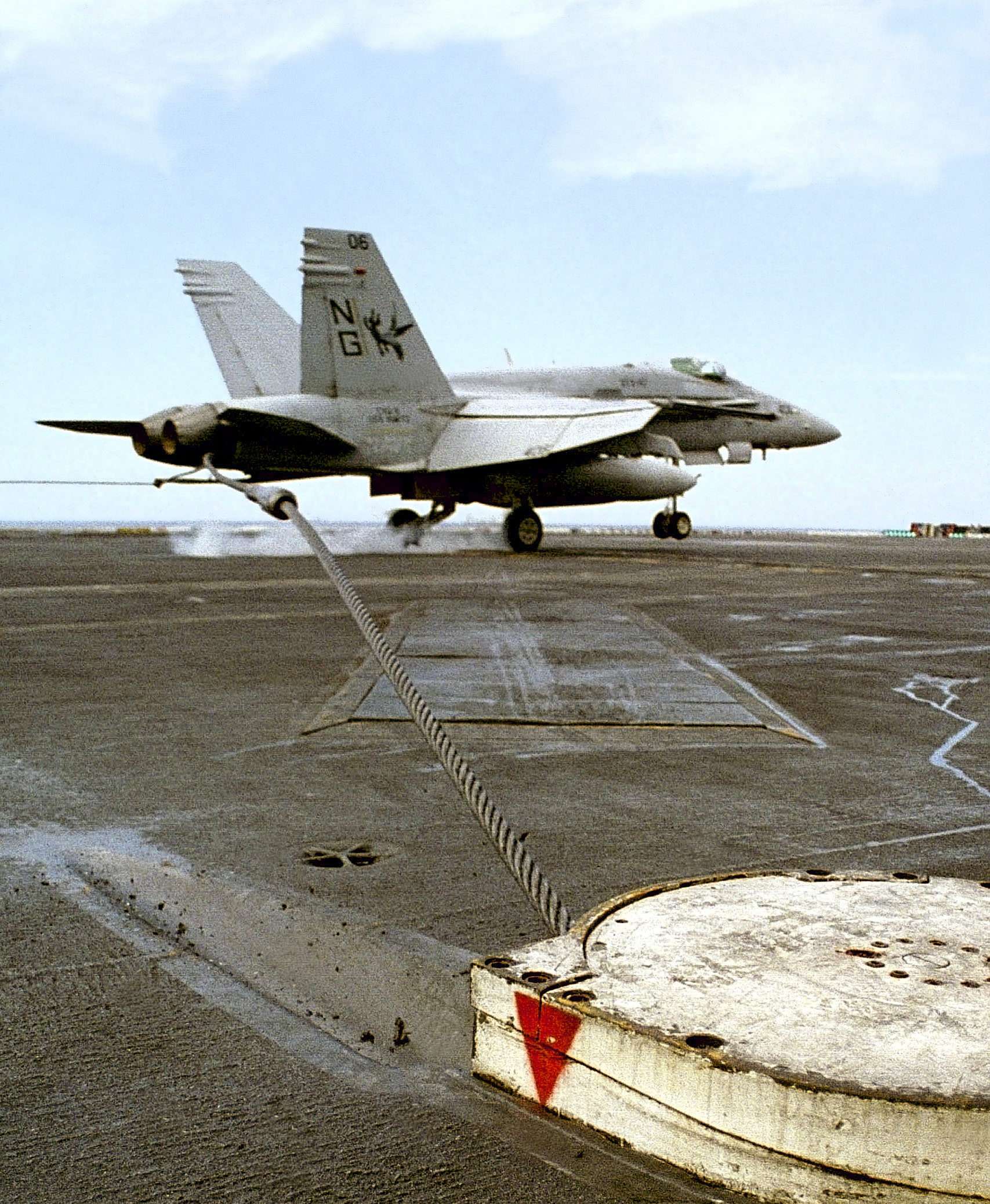
Un F/A-18 Hornet vient d'accrocher un brin avec sa crosse d'appontage. Notez le dérouleur du câble en blanc au premier plan.

Un brin d’arrêt est un câble tendu en travers du pont d'un porte-avions, destiné à freiner les avions lors de l'appontage. Pour cela les avions doivent accrocher l'un des brins du pont, avec la crosse d'appontage de l'appareil.

## Description
En général, il y a plusieurs câbles sur le pont (4 à 5 sur les gros porte-avions américains, le porte-avions français Charles de Gaulle n'en a que 3 nommés Athéna, Aphrodite et Andromède) disposés en parallèle, afin d'augmenter les chances pour l'avion de s'y accrocher. Certaines bases aériennes en disposent également, entre autres aux États-Unis, lorsque les pistes sont relativement courtes.
Comme aucun avion ne résisterait à la traction brutale exercée par un câble rigide, les brins d'arrêt sont reliés de chaque côté à un dérouleur automatique permettant leur étirement, associé à un système de freinage hydraulique qui augmente progressivement la résistance du câble et permet ainsi de ralentir l'avion dans de bonnes conditions pour l'appareil et le pilote.
La tension et la course des brins doivent être adaptées à l'avion qui va se poser. Ceci peut conduire à changer les réglages des freins hydrauliques entre deux appontages, si deux avions de masses différentes se posent l'un à la suite de l'autre.
La première utilisation de brins d'arrêt date de janvier 1911 par Eugene Ely sur un Curtiss Model D. En France, Paul Teste effectue le premier appontage avec brins d'arrêts en 1920.
À l'origine, dans les années 1910/1920, le lest sur les brins d’arrêt est un système de sacs de sable; il est remplacé sur le porte-avions français Béarn par des freins mécaniques à friction de type Schneider-Fieux en 1929.
La barrière d'arrêt est un système de récupération de secours utilisé en cas de problème avec la crosse d'appontage ou le train d'atterrissage. La barrière d'arrêt, aussi appelée filet, est gréée uniquement lorsque cela est nécessaire. Elle est alors étendue sur le pont d'envol entre deux chandeliers qui sont ensuite relevés à la verticale.
Les porte-avions construits au Royaume-Uni ont été équipés de brins d'arrêt de la société MacTaggart Scott.